# Jiro Kamata
Jiro Kamata (Tokio, 28 juli 1985) is een Japans voetballer.

## Clubcarrière
Kamata speelde tussen 2006 en 2009 voor Kashiwa Reysol. Hij tekende in 2010 bij Vegalta Sendai.